# Bieleboh
Bieleboh (górnołuż. Běłobóh) – góra w Górnych Łużycach we wschodniej Saksonii o wysokości 499,5 m n.p.m. Szczyt znajduje się w gminie Beiersdorf niedaleko Cunewalde. Na szczycie znajduje się restauracja i wieża widokowa.

## Nazwa
Obecna nazwa góry nawiązuje do pośrednio wymienionego przez Helmolda w Kronice Słowian boga szczęścia – Białoboga – czczonego przez Słowian połabskich: „Panuje zaś wśród Słowian dziwaczny zabobon: w czasie uczt i pijatyk podają sobie wkoło czaszę, w którą imieniem boga dobra i zła składają słowa, nie powiem poświęcenia, lecz przekleństwa. Wierzą bowiem, że losem pomyślnym kieruje dobry bóg, wrogim zaś bóg zły, dlatego owego złego boga nazywają w swoim języku diabłem, czyli Czarnobogiem, to znaczy bogiem czarnym”. Mitologiczna nazwa góry – podobnie jak w przypadku Czorneboha – pojawiła się dopiero we wczesnych czasach nowożytnych, więc jej autentyczność jest kwestionowana. Jeszcze w 1746 r. nazwa góry brzmiała Hoher Wald („Wysoki Las”). W saksońskiej serii map wojskowych z lat 1780–1806, góra została zarejestrowana w tym samym czasie, co „Zschernebog” (Czorneboh) jako „Pilobogg lub Beyersdorferberg”. W 1936 roku, w trakcie germanizacji serbołużyckich nazw własnych, góra została tymczasowo przemianowana przez narodowych socjalistów na Huhberg, a w 1945 r. powróciła nazwa Bieleboh.

## Historia
Po 1830 roku karczmarz z Beiersdorf organizował na górze festiwale strzeleckie. Założone w 1882 roku „Towarzystwo Górskie Doliny Górnej Sprewy-Neusalza” rozpoczęło budowę altany o wysokości 4 m na górze, lecz w trakcie budowy okazało się, że altana jest zbyt niska i zaproponowano budowę 12-metrowej wieży widokowej wraz ze schroniskiem. Koszt budowy wynosił 19 000 marek i przerastał możliwości finansowe towarzystwa, więc powołano związek budowlany „Bieleboh-Verein”, do którego dołączali mieszkańcy okolicznych miejscowości a każdy nowy członek musiał wpłacić 400 marek na poczet budowy wieży i schroniska. Budowa została zakończona 6 maja 1883 r.
2 lipca 1910 r. wieża została zniszczona przez uderzenie pioruna i całkowicie spalona. Bieleboh-Verein jako osoba prawna zbierała datki od ludności, a Saksońskie Zrzeszenie Bezpieczeństwa Krajowego stworzyło nowy projekt, który był wyższy o 3 m. Kolejna przebudowa została zakończona już 25 września tego samego roku. Później Bieleboh-Verein zostało rozwiązane a wieżę przekazano wsi Beiersdorf. Od 1932 r. na górze odbywają się koncerty w Zielone Święta. W 1934 r. zbudowano drogę dojazdową i parking. 6 maja 1983 r. na 100-lecie powstania wieży odsłonięto nową tablicę pamiątkową z napisem „100 Jahre Bieleboh” („100 lat Bieleboh”).  W 1994 roku wieża obserwacyjna musiała zostać zamknięta z powodu uszkodzeń. W 1998 r. wieża widokowa została naprawiona, a następnie podniesiona o kolejne 5 m do obecnej wysokości całkowitej 21 m w celu uzyskania lepszego widoku na wierzchołki drzew.

## Zjawisko słoneczne
Karl Benjamin Preusker (1786–1871) uważał, że na Czornebohu i Bielebohu znajdowały się dawne pogańskie ołtarze. W 1841 r. narysował kamienną formację szczytu górskiego, o którym mówi legenda, który nazwał „Ołtarzem Białoboga”. W marcu 2007 r. lokalni badacze z Sohland nad Sprewą zbadali ten domniemany ołtarz pod kątem jego przydatności do kalendarzowych obserwacji słonecznych. Okazało się, że otwór w kształcie oka („Diabelskie Okno”) w jamie w formacji skalnej pozwala na określenie równonocy (początek wiosny i jesieni) o wschodzie słońca.

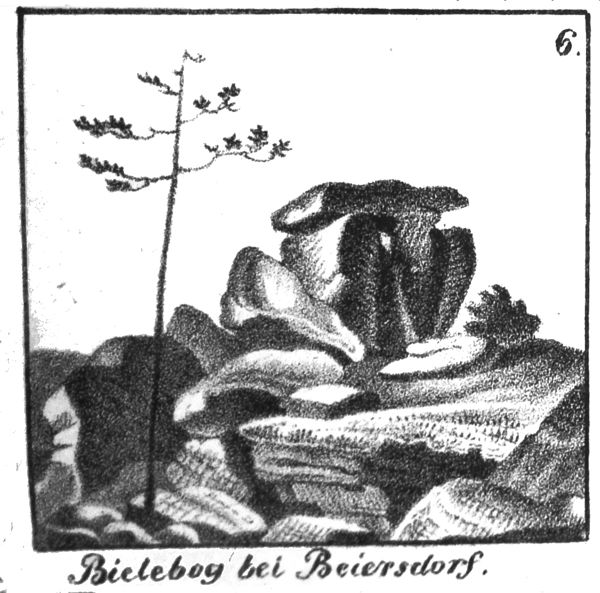
Ołtarz Białoboga, Karl Benjamin Preusker, 1841 r.
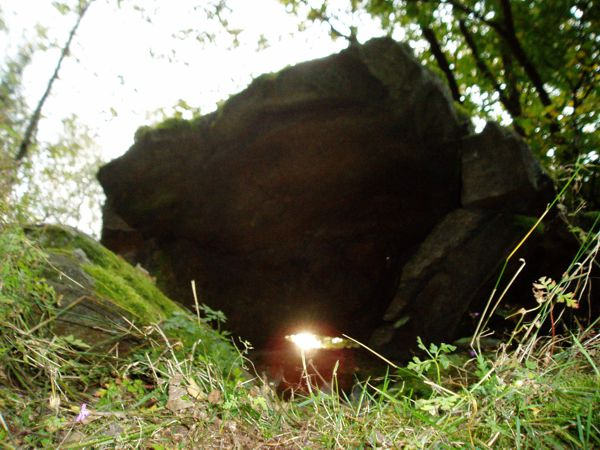
Wschód słońca podczas równonocy widziany przez „Diabelskie Okno”, 2008.